# Nemopsis crucifera
Nemopsis crucifera är en nässeldjursart som först beskrevs av Forbes och Harry D.S. Goodsir 1853.  Nemopsis crucifera ingår i släktet Nemopsis och familjen Bougainvilliidae. Inga underarter finns listade i Catalogue of Life.